# Bellator loxias
Bellator loxias är en fiskart som först beskrevs av Jordan, 1897.  Bellator loxias ingår i släktet Bellator och familjen knotfiskar. IUCN kategoriserar arten globalt som livskraftig. Inga underarter finns listade.